# Плей-оф Кубка Стенлі 1993

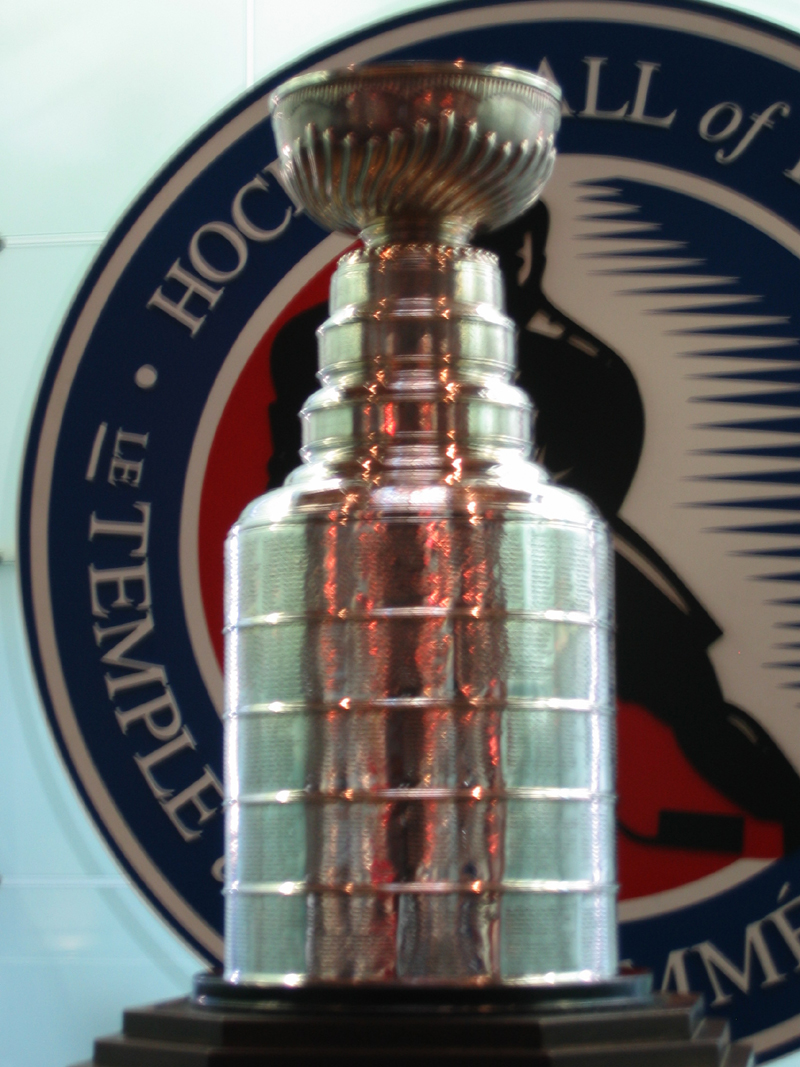
Кубок Стенлі у залі слави у Торонто

Плей-оф Кубка Стенлі 1993 — стартував після регулярного чемпіонату 18 квітня та фінішував 9 червня 1993.

## Учасники плей-оф

### Конференція Принца Уельського

#### Дивізіон Адамса
1. Бостон Брюїнс, чемпіон дивізіону Адамса – 109 очок
2. Квебек Нордікс – 104 очка
3. Монреаль Канадієнс – 102 очка
4. Баффало Сейбрс – 86 очок

#### Дивізіон Патрик
1. Піттсбург Пінгвінс, чемпіон дивізіону Патрика, Конференції Принца Уельського, Кубок Президента – 119 очок
2. Вашингтон Кепіталс – 93 очка
3. Нью-Йорк Айлендерс – 87 очок (40 перемог, 10 очок в матчі проти Нью-Джерсі)
4. Нью-Джерсі Девілс – 87 очок (40 перемог, 4 очка в матчі проти НЙ Айлендерс)

### Конференція Кларенса Кемпбела

#### Дивізіон Норріса
1. Чикаго Блекгокс, чемпіон дивізіону Норріса, Конференції Кларенса Кемпбела – 106 очок
2. Детройт Ред-Вінгс – 103 очка
3. Торонто Мейпл-Ліфс – 99 очок
4. Сент-Луїс Блюз – 85 очок

#### Дивізіон Смайт
1. Ванкувер Канакс, чемпіон дивізіону Смайт – 101 очко
2. Калгарі Флеймс – 97 очок
3. Лос-Анджелес Кінгс – 88 очок
4. Вінніпег Джетс – 87 очок

## Плей-оф
|  | 1/8 фіналу | 1/8 фіналу                            | 1/8 фіналу    |   |           | Чвертьфінали | Чвертьфінали  | Чвертьфінали |                    |                    | Півфінали           | Півфінали           | Півфінали           |  |  | Фінал Кубка Стенлі | Фінал Кубка Стенлі | Фінал Кубка Стенлі |
|  |            |                                       |               |   |           |              |               |              |                    |                    |                     |                     |                     |  |  |                    |                    |                    |
|  | 1          | Бостон                                | 0             |   |           | A4           | Баффало       | 0            |                    |                    |                     |                     |                     |  |  |                    |                    |                    |
|  | 8          | Баффало                               | 4             |   |           | A3           | Монреаль      | 4            |                    |                    |                     |                     |                     |  |  |                    |                    |                    |
|  |            |                                       |               |   |           |              |               |              |                    |                    |                     |                     |                     |  |  |                    |                    |                    |
|  | 2          | Квебек                                | 2             |   |           |              |               |              | Східна конференція | Східна конференція | Східна конференція  | Східна конференція  | Східна конференція  |  |  |                    |                    |                    |
|  | 2          | Квебек                                | 2             |   |           |              |               |              | Східна конференція | Східна конференція | Східна конференція  | Східна конференція  | Східна конференція  |  |  |                    |                    |                    |
|  | 7          | Монреаль                              | 4             |   |           |              |               |              |                    |                    |                     |                     |                     |  |  |                    |                    |                    |
|  | 7          | Монреаль                              | 4             |   |           |              |               |              |                    | A3                 | Монреаль            | 4                   |                     |  |  |                    |                    |                    |
|  |            |                                       |               |   |           |              |               |              |                    | A3                 | Монреаль            | 4                   |                     |  |  |                    |                    |                    |
|  |            | P3                                    | Н-Й Айлендерс | 1 |           |              |               |              |                    |                    |                     |                     |                     |  |  |                    |                    |                    |
|  | 3          | P3                                    | Н-Й Айлендерс | 1 | Піттсбург | 4            |               |              |                    |                    |                     |                     |                     |  |  |                    |                    |                    |
|  | 3          |                                       |               |   | Піттсбург | 4            |               |              |                    |                    |                     |                     |                     |  |  |                    |                    |                    |
|  | 6          | Нью-Джерсі                            | 1             |   |           |              |               |              |                    |                    |                     |                     |                     |  |  |                    |                    |                    |
|  | 6          | Нью-Джерсі                            | 1             |   |           |              |               |              |                    |                    |                     |                     |                     |  |  |                    |                    |                    |
|  |            |                                       |               |   |           |              |               |              |                    |                    |                     |                     |                     |  |  |                    |                    |                    |
|  |            |                                       |               |   |           |              |               |              |                    |                    |                     |                     |                     |  |  |                    |                    |                    |
|  | 4          | Вашингтон                             | 2             |   | P1        | Піттсбург    | 3             |              |                    |                    |                     |                     |                     |  |  |                    |                    |                    |
|  | 4          | Вашингтон                             | 2             |   | P1        | Піттсбург    | 3             |              |                    |                    |                     |                     |                     |  |  |                    |                    |                    |
|  | 5          | Н-Й Айлендерс                         | 4             |   |           | P3           | Н-Й Айлендерс | 4            |                    |                    |                     |                     |                     |  |  |                    |                    |                    |
|  | 5          | Н-Й Айлендерс                         | 4             |   |           |              |               |              |                    | A3                 | Монреаль            | 4                   |                     |  |  |                    |                    |                    |
|  |            | (Пари пересіяні після першого раунду) |               |   |           |              |               |              |                    | A3                 | Монреаль            | 4                   |                     |  |  |                    |                    |                    |
|  |            | S3                                    | Лос-Анджелес  | 1 |           |              |               |              |                    |                    |                     |                     |                     |  |  |                    |                    |                    |
|  | 1          | S3                                    | Лос-Анджелес  | 1 | Чикаго    | 0            |               |              | N4                 | Сент-Луїс          | 3                   |                     |                     |  |  |                    |                    |                    |
|  | 1          |                                       |               |   | Чикаго    | 0            |               |              | N4                 | Сент-Луїс          | 3                   |                     |                     |  |  |                    |                    |                    |
|  | 8          | Сент-Луїс                             | 4             |   |           | N3           | Торонто       | 4            |                    |                    |                     |                     |                     |  |  |                    |                    |                    |
|  | 8          | Сент-Луїс                             | 4             |   |           | N3           | Торонто       | 4            |                    |                    |                     |                     |                     |  |  |                    |                    |                    |
|  |            |                                       |               |   |           |              |               |              |                    |                    |                     |                     |                     |  |  |                    |                    |                    |
|  | 2          | Детройт                               | 3             |   |           |              |               |              |                    |                    |                     |                     |                     |  |  |                    |                    |                    |
|  | 2          | Детройт                               | 3             |   |           |              |               |              |                    |                    |                     |                     |                     |  |  |                    |                    |                    |
|  | 7          | Торонто                               | 4             |   |           |              |               |              |                    |                    |                     |                     |                     |  |  |                    |                    |                    |
|  | 7          | Торонто                               | 4             |   |           |              |               |              | N3                 | Торонто            | 3                   |                     |                     |  |  |                    |                    |                    |
|  |            |                                       |               |   |           |              |               |              | N3                 | Торонто            | 3                   |                     |                     |  |  |                    |                    |                    |
|  |            | S3                                    | Лос-Анджелес  | 4 |           |              |               |              |                    |                    |                     |                     |                     |  |  |                    |                    |                    |
|  | 3          | S3                                    | Лос-Анджелес  | 4 | Ванкувер  | 4            |               |              |                    |                    |                     |                     |                     |  |  |                    |                    |                    |
|  | 3          |                                       |               |   | Ванкувер  | 4            |               |              |                    |                    |                     |                     |                     |  |  |                    |                    |                    |
|  | 6          | Вінніпег                              | 2             |   |           |              |               |              |                    |                    | Західна конференція | Західна конференція | Західна конференція |  |  |                    |                    |                    |
|  | 6          | Вінніпег                              | 2             |   |           |              |               |              |                    |                    | Західна конференція | Західна конференція | Західна конференція |  |  |                    |                    |                    |
|  |            |                                       |               |   |           |              |               |              |                    |                    |                     |                     |                     |  |  |                    |                    |                    |
|  | 4          | Калгарі                               | 2             |   | S1        | Ванкувер     | 2             |              |                    |                    |                     |                     |                     |  |  |                    |                    |                    |
|  | 4          | Калгарі                               | 2             |   | S1        | Ванкувер     | 2             |              |                    |                    |                     |                     |                     |  |  |                    |                    |                    |
|  | 5          | Лос-Анджелес                          | 4             |   |           | S3           | Лос-Анджелес  | 4            |                    |                    |                     |                     |                     |  |  |                    |                    |                    |

### 1/8 фіналу
Конференція Принца Уельського
| Баффало Сейбрс та Бостон Брюїнс | Баффало Сейбрс та Бостон Брюїнс | Баффало Сейбрс та Бостон Брюїнс | Баффало Сейбрс та Бостон Брюїнс | Баффало Сейбрс та Бостон Брюїнс | Баффало Сейбрс та Бостон Брюїнс | Баффало Сейбрс та Бостон Брюїнс |
| Дата                            | Господарі                       | Господарі                       | Гості                           | Гості                           | Примітки                        |                                 |
| ------------------------------- | ------------------------------- | ------------------------------- | ------------------------------- | ------------------------------- | ------------------------------- | ------------------------------- |
| 18 квітня                       | Баффало                         | 5                               | 4                               | Бостон                          | OT                              |                                 |
| 20 квітня                       | Баффало                         | 4                               | 0                               | Бостон                          |                                 |                                 |
| 22 квітня                       | Бостон                          | 3                               | 4                               | Баффало                         | OT                              |                                 |
| 24 квітня                       | Бостон                          | 5                               | 6                               | Баффало                         | OT                              |                                 |
| Баффало виграв серію 4:0.       |                                 |                                 |                                 |                                 |                                 |                                 |

| Квебек Нордікс та Монреаль Канадієнс | Квебек Нордікс та Монреаль Канадієнс | Квебек Нордікс та Монреаль Канадієнс | Квебек Нордікс та Монреаль Канадієнс | Квебек Нордікс та Монреаль Канадієнс | Квебек Нордікс та Монреаль Канадієнс | Квебек Нордікс та Монреаль Канадієнс |
| Дата                                 | Господарі                            | Господарі                            | Гості                                | Гості                                | Примітки                             |                                      |
| ------------------------------------ | ------------------------------------ | ------------------------------------ | ------------------------------------ | ------------------------------------ | ------------------------------------ | ------------------------------------ |
| 18 квітня                            | Монреаль                             | 2                                    | 3                                    | Квебек                               | OT                                   |                                      |
| 20 квітня                            | Монреаль                             | 1                                    | 4                                    | Квебек                               |                                      |                                      |
| 22 квітня                            | Квебек                               | 1                                    | 2                                    | Монреаль                             | OT                                   |                                      |
| 24 квітня                            | Квебек                               | 2                                    | 3                                    | Монреаль                             |                                      |                                      |
| 26 квітня                            | Монреаль                             | 5                                    | 4                                    | Квебек                               | OT                                   |                                      |
| 28 квітня                            | Квебек                               | 2                                    | 3                                    | Монреаль                             |                                      |                                      |
| Монреаль виграв серію 4:2.           |                                      |                                      |                                      |                                      |                                      |                                      |

| Піттсбург Пінгвінс та Нью-Джерсі Девілс | Піттсбург Пінгвінс та Нью-Джерсі Девілс | Піттсбург Пінгвінс та Нью-Джерсі Девілс | Піттсбург Пінгвінс та Нью-Джерсі Девілс | Піттсбург Пінгвінс та Нью-Джерсі Девілс | Піттсбург Пінгвінс та Нью-Джерсі Девілс | Піттсбург Пінгвінс та Нью-Джерсі Девілс |
| Дата                                    | Господарі                               | Господарі                               | Гості                                   | Гості                                   | Примітки                                |                                         |
| --------------------------------------- | --------------------------------------- | --------------------------------------- | --------------------------------------- | --------------------------------------- | --------------------------------------- | --------------------------------------- |
| 18 квітня                               | Нью-Джерсі                              | 3                                       | 6                                       | Піттсбург                               |                                         |                                         |
| 20 квітня                               | Нью-Джерсі                              | 0                                       | 7                                       | Піттсбург                               |                                         |                                         |
| 22 квітня                               | Піттсбург                               | 4                                       | 3                                       | Нью-Джерсі                              |                                         |                                         |
| 25 квітня                               | Піттсбург                               | 1                                       | 4                                       | Нью-Джерсі                              |                                         |                                         |
| 26 квітня                               | Нью-Джерсі                              | 3                                       | 5                                       | Піттсбург                               |                                         |                                         |
| Піттсбург виграв серію 4:1.             |                                         |                                         |                                         |                                         |                                         |                                         |

| Вашингтон Кепіталс та Нью-Йорк Айлендерс | Вашингтон Кепіталс та Нью-Йорк Айлендерс | Вашингтон Кепіталс та Нью-Йорк Айлендерс | Вашингтон Кепіталс та Нью-Йорк Айлендерс | Вашингтон Кепіталс та Нью-Йорк Айлендерс | Вашингтон Кепіталс та Нью-Йорк Айлендерс | Вашингтон Кепіталс та Нью-Йорк Айлендерс |
| Дата                                     | Господарі                                | Господарі                                | Гості                                    | Гості                                    | Примітки                                 |                                          |
| ---------------------------------------- | ---------------------------------------- | ---------------------------------------- | ---------------------------------------- | ---------------------------------------- | ---------------------------------------- | ---------------------------------------- |
| 18 квітня                                | Н-Й Айлендерс                            | 1                                        | 3                                        | Вашингтон                                |                                          |                                          |
| 20 квітня                                | Н-Й Айлендерс                            | 5                                        | 4                                        | Вашингтон                                | 2OT                                      |                                          |
| 22 квітня                                | Вашингтон                                | 3                                        | 4                                        | Н-Й Айлендерс                            | OT                                       |                                          |
| 24 квітня                                | Вашингтон                                | 3                                        | 4                                        | Н-Й Айлендерс                            | 2OT                                      |                                          |
| 26 квітня                                | Н-Й Айлендерс                            | 4                                        | 6                                        | Вашингтон                                |                                          |                                          |
| 28 квітня                                | Вашингтон                                | 3                                        | 5                                        | Н-Й Айлендерс                            |                                          |                                          |
| Н-Й Айлендерс виграв серію 4:2.          |                                          |                                          |                                          |                                          |                                          |                                          |

Конференція Кларенса Кемпбела
| Сент-Луїс Блюз та Чикаго Блекгокс | Сент-Луїс Блюз та Чикаго Блекгокс | Сент-Луїс Блюз та Чикаго Блекгокс | Сент-Луїс Блюз та Чикаго Блекгокс | Сент-Луїс Блюз та Чикаго Блекгокс | Сент-Луїс Блюз та Чикаго Блекгокс | Сент-Луїс Блюз та Чикаго Блекгокс |
| Дата                              | Господарі                         | Господарі                         | Гості                             | Гості                             | Примітки                          |                                   |
| --------------------------------- | --------------------------------- | --------------------------------- | --------------------------------- | --------------------------------- | --------------------------------- | --------------------------------- |
| 18 квітня                         | Сент-Луїс                         | 4                                 | 3                                 | Чикаго                            |                                   |                                   |
| 21 квітня                         | Сент-Луїс                         | 4                                 | 3                                 | Чикаго                            |                                   |                                   |
| 23 квітня                         | Чикаго                            | 0                                 | 3                                 | Сент-Луїс                         |                                   |                                   |
| 25 квітня                         | Чикаго                            | 3                                 | 4                                 | Сент-Луїс                         | OT                                |                                   |
| Сент-Луїс виграв серію 4:0.       |                                   |                                   |                                   |                                   |                                   |                                   |

| Детройт Ред-Вінгс та Торонто Мейпл-Ліфс | Детройт Ред-Вінгс та Торонто Мейпл-Ліфс | Детройт Ред-Вінгс та Торонто Мейпл-Ліфс | Детройт Ред-Вінгс та Торонто Мейпл-Ліфс | Детройт Ред-Вінгс та Торонто Мейпл-Ліфс | Детройт Ред-Вінгс та Торонто Мейпл-Ліфс | Детройт Ред-Вінгс та Торонто Мейпл-Ліфс |
| Дата                                    | Господарі                               | Господарі                               | Гості                                   | Гості                                   | Примітки                                |                                         |
| --------------------------------------- | --------------------------------------- | --------------------------------------- | --------------------------------------- | --------------------------------------- | --------------------------------------- | --------------------------------------- |
| 19 квітня                               | Торонто                                 | 3                                       | 6                                       | Детройт                                 |                                         |                                         |
| 21 квітня                               | Торонто                                 | 2                                       | 6                                       | Детройт                                 |                                         |                                         |
| 23 квітня                               | Детройт                                 | 2                                       | 4                                       | Торонто                                 |                                         |                                         |
| 25 квітня                               | Детройт                                 | 2                                       | 3                                       | Торонто                                 |                                         |                                         |
| 27 квітня                               | Торонто                                 | 5                                       | 4                                       | Детройт                                 | OT                                      |                                         |
| 29 квітня                               | Детройт                                 | 7                                       | 3                                       | Торонто                                 |                                         |                                         |
| 1 травня                                | Торонто                                 | 4                                       | 3                                       | Детройт                                 | OT                                      |                                         |
| Торонто виграв серію 4:3.               |                                         |                                         |                                         |                                         |                                         |                                         |

| Ванкувер Канакс та Вінніпег Джетс | Ванкувер Канакс та Вінніпег Джетс | Ванкувер Канакс та Вінніпег Джетс | Ванкувер Канакс та Вінніпег Джетс | Ванкувер Канакс та Вінніпег Джетс | Ванкувер Канакс та Вінніпег Джетс | Ванкувер Канакс та Вінніпег Джетс |
| Дата                              | Господарі                         | Господарі                         | Гості                             | Гості                             | Примітки                          |                                   |
| --------------------------------- | --------------------------------- | --------------------------------- | --------------------------------- | --------------------------------- | --------------------------------- | --------------------------------- |
| 19 квітня                         | Вінніпег                          | 2                                 | 4                                 | Ванкувер                          |                                   |                                   |
| 21 квітня                         | Вінніпег                          | 2                                 | 3                                 | Ванкувер                          |                                   |                                   |
| 23 квітня                         | Ванкувер                          | 4                                 | 5                                 | Вінніпег                          |                                   |                                   |
| 25 квітня                         | Ванкувер                          | 3                                 | 1                                 | Вінніпег                          |                                   |                                   |
| 27 квітня                         | Вінніпег                          | 4                                 | 3                                 | Ванкувер                          | OT                                |                                   |
| 29 квітня                         | Ванкувер                          | 4                                 | 3                                 | Вінніпег                          | OT                                |                                   |
| Ванкувер виграв серію 4:2.        |                                   |                                   |                                   |                                   |                                   |                                   |

| Калгарі Флеймс та Лос-Анджелес Кінгс | Калгарі Флеймс та Лос-Анджелес Кінгс | Калгарі Флеймс та Лос-Анджелес Кінгс | Калгарі Флеймс та Лос-Анджелес Кінгс | Калгарі Флеймс та Лос-Анджелес Кінгс | Калгарі Флеймс та Лос-Анджелес Кінгс | Калгарі Флеймс та Лос-Анджелес Кінгс |
| Дата                                 | Господарі                            | Господарі                            | Гості                                | Гості                                | Примітки                             |                                      |
| ------------------------------------ | ------------------------------------ | ------------------------------------ | ------------------------------------ | ------------------------------------ | ------------------------------------ | ------------------------------------ |
| 18 квітня                            | Лос-Анджелес                         | 6                                    | 3                                    | Калгарі                              |                                      |                                      |
| 21 квітня                            | Лос-Анджелес                         | 4                                    | 9                                    | Калгарі                              |                                      |                                      |
| 23 квітня                            | Калгарі                              | 5                                    | 2                                    | Лос-Анджелес                         |                                      |                                      |
| 25 квітня                            | Калгарі                              | 1                                    | 3                                    | Лос-Анджелес                         |                                      |                                      |
| 27 квітня                            | Лос-Анджелес                         | 9                                    | 4                                    | Калгарі                              |                                      |                                      |
| 29 квітня                            | Калгарі                              | 6                                    | 9                                    | Лос-Анджелес                         |                                      |                                      |
| Лос-Анджелес виграв серію 4:2.       |                                      |                                      |                                      |                                      |                                      |                                      |

### Чвертьфінали
Конференція Принца Уельського
| Баффало Сейбрс та Монреаль Канадієнс | Баффало Сейбрс та Монреаль Канадієнс | Баффало Сейбрс та Монреаль Канадієнс | Баффало Сейбрс та Монреаль Канадієнс | Баффало Сейбрс та Монреаль Канадієнс | Баффало Сейбрс та Монреаль Канадієнс | Баффало Сейбрс та Монреаль Канадієнс |
| Дата                                 | Господарі                            | Господарі                            | Гості                                | Гості                                | Примітки                             |                                      |
| ------------------------------------ | ------------------------------------ | ------------------------------------ | ------------------------------------ | ------------------------------------ | ------------------------------------ | ------------------------------------ |
| 2 травня                             | Баффало                              | 3                                    | 4                                    | Монреаль                             |                                      |                                      |
| 4 травня                             | Баффало                              | 3                                    | 4                                    | Монреаль                             | OT                                   |                                      |
| 6 травня                             | Монреаль                             | 4                                    | 3                                    | Баффало                              | OT                                   |                                      |
| 8 травня                             | Монреаль                             | 4                                    | 3                                    | Баффало                              | OT                                   |                                      |
| Монреаль виграв серію 4:0.           |                                      |                                      |                                      |                                      |                                      |                                      |

| Піттсбург Пінгвінс та Нью-Йорк Айлендерс | Піттсбург Пінгвінс та Нью-Йорк Айлендерс | Піттсбург Пінгвінс та Нью-Йорк Айлендерс | Піттсбург Пінгвінс та Нью-Йорк Айлендерс | Піттсбург Пінгвінс та Нью-Йорк Айлендерс | Піттсбург Пінгвінс та Нью-Йорк Айлендерс | Піттсбург Пінгвінс та Нью-Йорк Айлендерс |
| Дата                                     | Господарі                                | Господарі                                | Гості                                    | Гості                                    | Примітки                                 |                                          |
| ---------------------------------------- | ---------------------------------------- | ---------------------------------------- | ---------------------------------------- | ---------------------------------------- | ---------------------------------------- | ---------------------------------------- |
| 2 травня                                 | Н-Й Айлендерс                            | 3                                        | 2                                        | Піттсбург                                |                                          |                                          |
| 4 травня                                 | Н-Й Айлендерс                            | 0                                        | 3                                        | Піттсбург                                |                                          |                                          |
| 6 травня                                 | Піттсбург                                | 3                                        | 1                                        | Н-Й Айлендерс                            |                                          |                                          |
| 8 травня                                 | Піттсбург                                | 5                                        | 6                                        | Н-Й Айлендерс                            |                                          |                                          |
| 10 травня                                | Н-Й Айлендерс                            | 3                                        | 6                                        | Піттсбург                                |                                          |                                          |
| 12 травня                                | Піттсбург                                | 5                                        | 7                                        | Н-Й Айлендерс                            |                                          |                                          |
| 14 травня                                | Н-Й Айлендерс                            | 4                                        | 3                                        | Піттсбург                                | OT                                       |                                          |
| Н-Й Айлендерс виграв серію 4:3.          |                                          |                                          |                                          |                                          |                                          |                                          |

Конференція Кларенса Кемпбела
| Торонто Мейпл-Ліфс та Сент-Луїс Блюз | Торонто Мейпл-Ліфс та Сент-Луїс Блюз | Торонто Мейпл-Ліфс та Сент-Луїс Блюз | Торонто Мейпл-Ліфс та Сент-Луїс Блюз | Торонто Мейпл-Ліфс та Сент-Луїс Блюз | Торонто Мейпл-Ліфс та Сент-Луїс Блюз | Торонто Мейпл-Ліфс та Сент-Луїс Блюз |
| Дата                                 | Господарі                            | Господарі                            | Гості                                | Гості                                | Примітки                             |                                      |
| ------------------------------------ | ------------------------------------ | ------------------------------------ | ------------------------------------ | ------------------------------------ | ------------------------------------ | ------------------------------------ |
| 3 травня                             | Сент-Луїс                            | 1                                    | 2                                    | Торонто                              | OT                                   |                                      |
| 5 травня                             | Сент-Луїс                            | 2                                    | 1                                    | Торонто                              | 2OT                                  |                                      |
| 7 травня                             | Торонто                              | 3                                    | 4                                    | Сент-Луїс                            |                                      |                                      |
| 9 травня                             | Торонто                              | 4                                    | 1                                    | Сент-Луїс                            |                                      |                                      |
| 11 травня                            | Сент-Луїс                            | 1                                    | 5                                    | Торонто                              |                                      |                                      |
| 13 травня                            | Торонто                              | 1                                    | 2                                    | Сент-Луїс                            |                                      |                                      |
| 15 травня                            | Сент-Луїс                            | 0                                    | 6                                    | Торонто                              |                                      |                                      |
| Торонто виграв серію 4:3.            |                                      |                                      |                                      |                                      |                                      |                                      |

| Ванкувер Канакс та Лос-Анджелес Кінгс | Ванкувер Канакс та Лос-Анджелес Кінгс | Ванкувер Канакс та Лос-Анджелес Кінгс | Ванкувер Канакс та Лос-Анджелес Кінгс | Ванкувер Канакс та Лос-Анджелес Кінгс | Ванкувер Канакс та Лос-Анджелес Кінгс | Ванкувер Канакс та Лос-Анджелес Кінгс |
| Дата                                  | Господарі                             | Господарі                             | Гості                                 | Гості                                 | Примітки                              |                                       |
| ------------------------------------- | ------------------------------------- | ------------------------------------- | ------------------------------------- | ------------------------------------- | ------------------------------------- | ------------------------------------- |
| 2 травня                              | Лос-Анджелес                          | 2                                     | 5                                     | Ванкувер                              |                                       |                                       |
| 5 травня                              | Лос-Анджелес                          | 6                                     | 3                                     | Ванкувер                              |                                       |                                       |
| 7 травня                              | Ванкувер                              | 4                                     | 7                                     | Лос-Анджелес                          |                                       |                                       |
| 9 травня                              | Ванкувер                              | 7                                     | 2                                     | Лос-Анджелес                          |                                       |                                       |
| 11 травня                             | Лос-Анджелес                          | 4                                     | 3                                     | Ванкувер                              | 2 OT                                  |                                       |
| 13 травня                             | Ванкувер                              | 3                                     | 5                                     | Лос-Анджелес                          |                                       |                                       |
| Лос-Анджелес виграв серію 4:2.        |                                       |                                       |                                       |                                       |                                       |                                       |

### Півфінали
| Конференція Принца Уельського            | Конференція Принца Уельського            | Конференція Принца Уельського            | Конференція Принца Уельського            | Конференція Принца Уельського            | Конференція Принца Уельського            | Конференція Принца Уельського            |
| Нью-Йорк Айлендерс та Монреаль Канадієнс | Нью-Йорк Айлендерс та Монреаль Канадієнс | Нью-Йорк Айлендерс та Монреаль Канадієнс | Нью-Йорк Айлендерс та Монреаль Канадієнс | Нью-Йорк Айлендерс та Монреаль Канадієнс | Нью-Йорк Айлендерс та Монреаль Канадієнс | Нью-Йорк Айлендерс та Монреаль Канадієнс |
| Дата                                     | Господарі                                | Господарі                                | Гості                                    | Гості                                    | Примітки                                 |                                          |
| ---------------------------------------- | ---------------------------------------- | ---------------------------------------- | ---------------------------------------- | ---------------------------------------- | ---------------------------------------- | ---------------------------------------- |
| 16 травня                                | Н-Й Айлендерс                            | 1                                        | 4                                        | Монреаль                                 |                                          |                                          |
| 18 травня                                | Н-Й Айлендерс                            | 3                                        | 4                                        | Монреаль                                 | 2OT                                      |                                          |
| 20 травня                                | Монреаль                                 | 2                                        | 1                                        | Н-Й Айлендерс                            | OT                                       |                                          |
| 22 травня                                | Монреаль                                 | 1                                        | 4                                        | Н-Й Айлендерс                            |                                          |                                          |
| 24 травня                                | Н-Й Айлендерс                            | 2                                        | 5                                        | Монреаль                                 |                                          |                                          |
| Монреаль виграв серію 4:1.               |                                          |                                          |                                          |                                          |                                          |                                          |

| Конференція Кларенса Кемпбела            | Конференція Кларенса Кемпбела            | Конференція Кларенса Кемпбела            | Конференція Кларенса Кемпбела            | Конференція Кларенса Кемпбела            | Конференція Кларенса Кемпбела            | Конференція Кларенса Кемпбела            |
| Лос-Анджелес Кінгс та Торонто Мейпл-Ліфс | Лос-Анджелес Кінгс та Торонто Мейпл-Ліфс | Лос-Анджелес Кінгс та Торонто Мейпл-Ліфс | Лос-Анджелес Кінгс та Торонто Мейпл-Ліфс | Лос-Анджелес Кінгс та Торонто Мейпл-Ліфс | Лос-Анджелес Кінгс та Торонто Мейпл-Ліфс | Лос-Анджелес Кінгс та Торонто Мейпл-Ліфс |
| Дата                                     | Господарі                                | Господарі                                | Гості                                    | Гості                                    | Примітки                                 |                                          |
| ---------------------------------------- | ---------------------------------------- | ---------------------------------------- | ---------------------------------------- | ---------------------------------------- | ---------------------------------------- | ---------------------------------------- |
| 17 травня                                | Лос-Анджелес                             | 1                                        | 4                                        | Торонто                                  |                                          |                                          |
| 19 травня                                | Лос-Анджелес                             | 3                                        | 2                                        | Торонто                                  |                                          |                                          |
| 21 травня                                | Торонто                                  | 2                                        | 4                                        | Лос-Анджелес                             |                                          |                                          |
| 23 травня                                | Торонто                                  | 4                                        | 2                                        | Лос-Анджелес                             |                                          |                                          |
| 25 травня                                | Лос-Анджелес                             | 2                                        | 3                                        | Торонто                                  | OT                                       |                                          |
| 27 травня                                | Торонто                                  | 4                                        | 5                                        | Лос-Анджелес                             | OT                                       |                                          |
| 29 травня                                | Лос-Анджелес                             | 5                                        | 4                                        | Торонто                                  |                                          |                                          |
| Лос-Анджелес виграв серію 4:3.           |                                          |                                          |                                          |                                          |                                          |                                          |

### Фінал Кубка Стенлі
| Монреаль Канадієнс та Лос-Анджелес Кінгс | Монреаль Канадієнс та Лос-Анджелес Кінгс | Монреаль Канадієнс та Лос-Анджелес Кінгс                                         | Монреаль Канадієнс та Лос-Анджелес Кінгс                       | Монреаль Канадієнс та Лос-Анджелес Кінгс | Монреаль Канадієнс та Лос-Анджелес Кінгс | Монреаль Канадієнс та Лос-Анджелес Кінгс |
| Дата                                     | Господарі                                | Господарі                                                                        | Гості                                                          | Гості                                    | Примітки                                 |                                          |
| ---------------------------------------- | ---------------------------------------- | -------------------------------------------------------------------------------- | -------------------------------------------------------------- | ---------------------------------------- | ---------------------------------------- | ---------------------------------------- |
| 1 червня                                 | Лос-Анджелес                             | 4 Л. Робітайл 3:03 (біл.) Л. Робітайл 37:41 (біл.) Куррі 41:51 Грецкі 58:02 (ПВ) | 1 Ед Ронан 18:09                                               | Монреаль                                 |                                          |                                          |
| 3 червня                                 | Лос-Анджелес                             | 3                                                                                | 4                                                              | Монреаль                                 | OT                                       |                                          |
| 5 червня                                 | Монреаль                                 | 4 Беллоуз 10:26 Ж. Діонн 22:41 (біл.) Шнайдер 23:02 Леклер 60:34                 | 3 Л. Робітайл Гранато Грецкі                                   | Лос-Анджелес                             | OT                                       |                                          |
| 7 червня                                 | Монреаль                                 | 3                                                                                | 2                                                              | Лос-Анджелес                             | OT                                       |                                          |
| 9 червня                                 | Лос-Анджелес                             | 1 Мак-Сорлі 22:40                                                                | 4 ДіП'єтро 15:10 Маллер 23:51 (біл.) Лебо 31:31 ДіП'єтро 52:06 | Монреаль                                 |                                          |                                          |
| Монреаль виграв серію 4:1.               |                                          |                                                                                  |                                                                |                                          |                                          |                                          |

## Статистика

### Найкращі бомбардири плей-оф
| Гравець         | Команда       | І  | Г  | П  | О  | +/- | ШХ |
| --------------- | ------------- | -- | -- | -- | -- | --- | -- |
| Вейн Грецкі     | Лос-Анджелес  | 24 | 15 | 25 | 40 | +6  | 4  |
| Дуг Гілмор      | Торонто       | 21 | 10 | 25 | 35 | +16 | 30 |
| Томас Сандстрем | Лос-Анджелес  | 24 | 8  | 17 | 25 | -2  | 12 |
| Венсан Дамфусс  | Монреаль      | 20 | 11 | 12 | 23 | +8  | 16 |
| Люк Робітайл    | Лос-Анджелес  | 24 | 9  | 13 | 22 | -13 | 28 |
| Рей Ферраро     | Н-Й Айлендерс | 18 | 13 | 7  | 20 | +5  | 18 |
| Вендел Кларк    | Торонто       | 21 | 10 | 10 | 20 | +15 | 51 |
| Дейв Андрейчук  | Торонто       | 21 | 12 | 7  | 19 | +6  | 35 |
| Маріо Лем'є     | Піттсбург     | 11 | 8  | 10 | 18 | +2  | 10 |
| Гленн Андерсон  | Торонто       | 21 | 7  | 11 | 18 | +7  | 31 |